# V675 Возничего
V675 Возничего (лат. V675 Aurigae) — двойная затменная переменная звезда типа W Большой Медведицы (EW) в созвездии Возничего на расстоянии (вычисленном из значения параллакса) приблизительно 3379 световых лет (около 1036 парсеков) от Солнца. Видимая звёздная величина звезды — от +18,5m до +17,82m. Орбитальный период — около 0,235 суток (5,64 часов).